# Ulica Długa w Zgierzu
Ulica Długa – reprezentacyjna i główna ulica Zgierza, ciągnąca się od placu Jana Pawła II (dawniej Stary Rynek) do granicy miasta.

## Przebieg
Ulica zaczyna się skrzyżowaniem z aleją Armii Krajowej przy placu Jana Pawła II, na całej długości jest ulicą jednojezdniową dwukierunkową. Cztery skrzyżowania zaopatrzone są w sygnalizację świetlną. Ulica dochodzi do granicy miasta z Łodzią oraz gminą Zgierz, gdzie zmienia nazwę na Okólna.
Na odcinku od skrzyżowania z ul. Cezaka do rogatek miasta jest częścią drogi krajowej nr 71.

## Pochodzenie nazwy
Nazwa pochodzi od przymiotnika „długi” (długa) – po wytyczeniu ulicy była ona najdłuższą w mieście. 

## Historia
Ulicę wytyczono na początku lat 20. XIX wieku z zamiarem połączenia Starego Miasta z nowo powstającą osadą przemysłową (zwaną Osadą Fabryczną, Nową Osadą bądź Nowym Miastem). Ulica stała się wtedy osią układu przestrzennego Nowego Miasta (podporządkowanego zasadom symetrii), łączącą rynek zgierski (od tego czasu zwany Starym Rynkiem) z Nowym Rynkiem (obecna nazwa: Plac Jana Kilińskiego). W pierwszych latach 30. XIX w. ulica została wybrukowana oraz ułożono chodniki.
* W czasie okupacji hitlerowskiej ulicę przemianowano na Hermann Göring Straße.
* Po II wojnie światowej zmieniono nazwę ulicy na 17 Stycznia, upamiętniając w ten sposób dzień „wyzwolenia” miasta przez Armię Czerwoną.
* 13 grudnia 1990 roku, uchwałą Rady Miasta, przywrócono ulicy jej historyczną nazwę.

## Otoczenie
Przy ulicy Długiej znajdują się m.in.:
- plac Kilińskiego (dawniej rynek Nowego Miasta)
- krańcówka tramwajowa "Plac Kilińskiego" (Zgierz)

- budynek dawnego kina „Przyjaźń”
- główny urząd pocztowy miasta
- budynek dawnej szkoły ewangelickiej
- biblioteka miejska
- budynek dawnej szkoły handlowej (obecnie Starostwo).
- komenda powiatowa policji
- Komenda Główna Hufca ZHP Zgierz